# دانيال سميث دونلسون
دانيال سميث دونلسون (بالإنجليزية: Daniel Smith Donelson) (و. 1801 – 1863 م) هو سياسي من الولايات المتحدة الأمريكية .